# Brot-Plamboz
Brot-Plamboz – gmina w zachodniej Szwajcarii, w kantonie Neuchâtel. 

## Historia
Miejscowość pierwszy raz została wzmiankowana w 988 roku w dokumentach klasztoru Bevaix jako Broch. 

## Demografia
W Brot-Plamboz mieszkają 283 osoby. W 2021 roku 7,1% populacji gminy stanowiły osoby urodzone poza Szwajcarią. 

## Transport
Przez teren gminy przebiegają drogi główne nr 170 i nr 171. 